# Championnat du monde féminin de curling 1985
Navigation
Édition précédente Édition suivante
Le Championnat du monde féminin de curling 1985, septième édition des championnats du monde de curling, a eu lieu du 17 au 23 mars 1985 à Jönköping, en Suède. Il est remporté par le Canada.